# Баби рязанські
«Ба́би ряза́нські» (рос. «Бабы рязанские») — радянський німий художній фільм, знятий у 1927 році режисерами Ольгою Преображенською й Іваном Правовим.

## Сюжет
Фільм про життя російського села перед жовтневим переворотом 1917 року та у перші роки Радянської влади. Про тяжку долю солдатської дружини Ганни, яка покінчила життя самогубством. Про живу й енергійну сестру Ганни Василину, яка відкрито кидає виклик старому укладові життя.

## Виконавці і ролі
- Раїса Пужна — Ганна.
- Емма Цесарська — Василина.
- Кузьма Ястребецький — Василь Широнін.
- Ольга Нарбекова — Матвіївна.
- Георгій Бобинін — Іван Широнін, син Василя.
- Олена Максимова — Лукерія.
- Гуля Корольова — найменша «баба рязанська».
- Іван Савельєв — Микола, коваль.
- Інна Федорова — дівчина на весіллі (немає у титрах).